# 阿博伊索省
5°28′N 3°12′W / 5.467°N 3.200°W

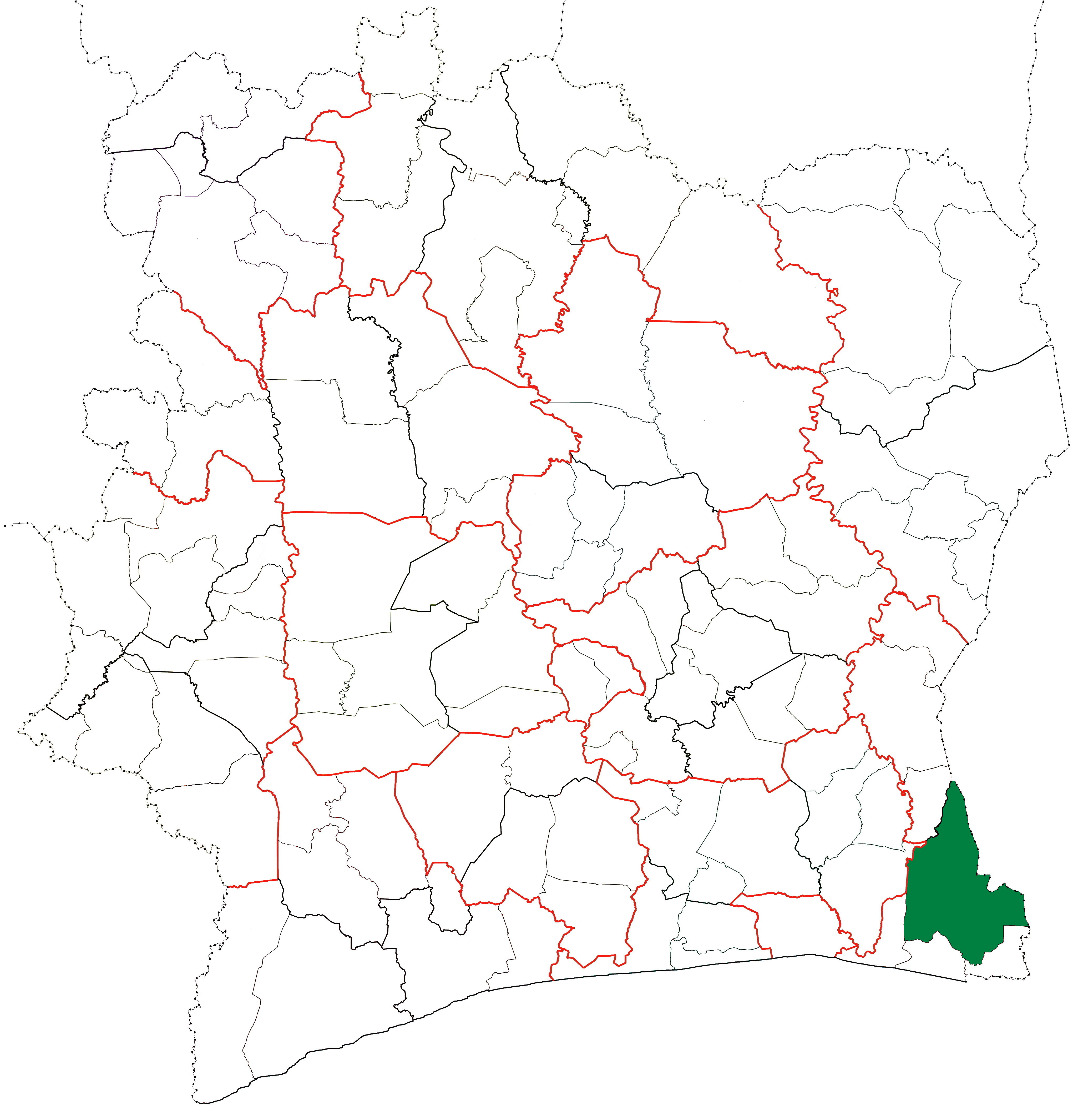

阿博伊索省（Aboisso Department），是科特迪瓦的省份，位於該國東南部科莫埃區，由南科莫埃區負責管轄，成立於1969年，面積4,452平方公里，2014年人口307,852，人口密度每平方公里69人。